# دوري الدرجة الأولى الأرجنتيني 1914
دوري الدرجة الأولى الأرجنتيني 1914 (بالإسبانية: Campeonato de Primera División 1914)‏ هو الموسم 23 من دوري الدرجة الأولى الأرجنتيني. أشرف على تنظيمه اتحاد الأرجنتين لكرة القدم، وكان عدد الأندية المشاركة فيه 13، وفاز فيه نادي راسينغ.